# Бейсингер, Ким
Кими́ла Энн Бе́йсингер (англ. Kimila Ann Basinger, [ˈbeɪsɪŋər]; род. 8 декабря 1953[…], Атенс, Джорджия) — американская актриса кино, телевидения и озвучивания, певица и фотомодель. Обладательница премий «Оскар» и «Золотой глобус» в категории «Лучшая актриса второго плана» за роль Линн Маргарет Брэйкен в фильме «Секреты Лос-Анджелеса» (1997). Наиболее известна по ролям в фильмах «Девять с половиной недель» (1986) и «Бэтмен» (1989).

## Биография
Родилась 8 декабря 1953 года в городе Атенс, штат Джорджия.
У Ким есть два старших брата и две младшие сестры. Отец работал финансовым консультантом, а мать была манекенщицей. В 17 лет победила в конкурсе штата «Мисс Джорджия». Затем переехала в Нью-Йорк, участвовала в конкурсе «Мисс Америка», начала работать в модельном бизнесе. В начале 1970-х годов была одной из самых популярных американских моделей, появившись на обложках десятков журналов. В это время она посещала классы театральной школы Neighborhood Playhouse и пела в клубах. В 1976 году переехала в Лос-Анджелес, где начала играть небольшие роли в кино. Первую главную роль получила в фильме «Портрет очарования» («Katie: Portrait of a Centerfold»).
В 1981 году актриса во время съёмок фильма «Тяжёлая страна» познакомилась с художником-гримером Роном Бриттоном, который затем стал её мужем. Фильм провалился в прокате и новых предложений о съёмках было мало, поэтому думала сменить профессию. Она снялась для журнала «Playboy», после чего получила несколько предложений.
В 1983 году снялась в картине «Никогда не говори „никогда“» из серии фильмов о Джеймсе Бонде. После этого она появилась в комедиях «Мужчина, который любил женщин», «Надин», «Свидание вслепую». Большим успехом пользовался эротический фильм «Девять с половиной недель» с её участием. Хотя сборы в кинотеатрах были достаточно скромны — $6,4 млн, но благодаря продажам фильма на видео Бейсингер получила ощутимый доход. В 1989 году она сыграла Вики Вэйл — девушку Бэтмена, в фильме режиссёра Тима Бёртона. В 1989 году за 20 млн долларов совместно с пенсионным фондом штата Джорджия AmeriTech планировала купить землю под городом Бреселтон (штат Джорджия, США) площадью 7 км2 для создания в городе культурного центра. Ким успела выкупить здание банка в центре города за 600 тысяч долларов. Но ввиду финансовых претензий из-за отказа сниматься в фильме «Елена в ящике», реализовать планы не получилось, и здание банка было продано за те же 600 тысяч долларов.
В 1993 году снялась в клипе Тома Петти «Mary Jane's Last Dance».
На съёмках фильма «Привычка жениться» у неё завязалось знакомство с Алеком Болдуином, увенчавшееся свадьбой в 1993 году. В 1995 году родила дочь — Айрленд, после чего в её творчестве наступил небольшой перерыв. В 1993 году кинокомпания Main Line Pictures за невыполнение контракта отсудила у неё 8,9 млн долларов (после подачи Ким заявления о банкротстве и последующей апелляции стороны договорились о выплате 3,8 млн долларов).
В 1997 году Бейсингер исполнила роль проститутки в фильме «Секреты Лос-Анджелеса», за которую получила премии «Оскар» и «Золотой глобус» в номинации «Лучшая актриса второго плана».
В 2002 году получила одну из главных ролей в фильме «Восьмая миля», где исполнила роль матери Джимми «Кролика» младшего, которого сыграл Эминем.
Через два года развелась с Алеком Болдуином. Остаётся востребованной актрисой, в 2010 году вышел фильм с её участием «Жизнь и смерть Чарли Клауда», а в 2015 году состоялся выход датского фильма «Я здесь» («11 этаж»). В 2016 году вышел фильм «Славные парни» с её участием.
Является вегетарианкой.
За свой вклад в развитие киноиндустрии получила звезду на Голливудской Аллее славы. Номер её звезды — 7021.

## Личная жизнь
До того, как стать знаменитой, Бейсингер встречалась с моделью Тимом Сондерсом, фотографом Дейлом Робинеттом и футболистом Джо Наматом. С 1993 по 2002 год состояла в браке с актёром Алеком Болдуином. Их дочь Айрленд Элис Болдуин (род. 23.10.1995). У неё не было ни одной публичной привязанности до 2014 года, когда она начала встречаться с Митчем Стоуном. Как и Снайдер, и Питерс до него, Стоун познакомился с Бейсингер, когда делал ей причёску на съёмочной площадке. Пара носит одинаковые золотые браслеты и с тех пор стала жить вместе.

## Фильмография
| Год  |   | Русское название               | Оригинальное название                   | Роль                          |
| ---- | - | ------------------------------ | --------------------------------------- | ----------------------------- |
| 1978 | ф | Портрет очарования             | Katie: Portrait Of A Centerfold         | Кети Макэвера                 |
| 1981 | ф | Тяжёлая страна                 | Hard country                            | Джоди ли Палмер               |
| 1981 | ф | Убить Джой                     | Killjoy                                 | Лори Медфорд                  |
| 1982 | ф | Золотая жила                   | Mother Lode                             | Андреа Спэлдинг               |
| 1983 | ф | Мужчина, который любил женщин  | The Man Who Loved Women                 | Луиза Карр                    |
| 1983 | ф | Никогда не говори «никогда»    | Never Say Never Again                   | Домино Петачи (девушка Бонда) |
| 1985 | ф | Почему дураки влюбляются       | Fool for Love                           | Мэй                           |
| 1986 | ф | Девять с половиной недель      | Nine 1/2 Weeks                          | Элизабет Макгроу              |
| 1986 | ф | Никакой пощады                 | No Mercy                                | Мишель Дювал                  |
| 1987 | ф | Свидание вслепую               | Blind Date                              | Надя Гейтс                    |
| 1987 | ф | Надин                          | Nadine                                  | Надин Хайтауэр                |
| 1988 | ф | Моя мачеха — инопланетянка     | My Stepmother Is an Alien               | Селеста Мартин                |
| 1989 | ф | Бэтмен                         | Batman                                  | репортер Вики Вэйл            |
| 1991 | ф | Привычка жениться              | The Marrying Man                        | Викки Андерсон                |
| 1992 | ф | Окончательный анализ           | Final Analysis                          | Хитер Эванс                   |
| 1992 | ф | Параллельный мир               | Cool World                              | Холли Вуд                     |
| 1993 | ф | Настоящая Маккой               | The Real McCoy                          | Карен Маккой                  |
| 1993 | ф | Мир Уэйна 2                    | Wayne’s World 2                         | Хани Хорне                    |
| 1994 | ф | Побег                          | The Getaway                             | Кэрол Маккой                  |
| 1994 | ф | Высокая мода                   | Prêt-à-Porter                           | Китти Поттер                  |
| 1997 | ф | Секреты Лос-Анджелеса          | L.A. Confidential                       | Линн Маргарет Брэйкен         |
| 2000 | ф | Спаси и сохрани                | Bless the Child                         | Мэгги О’Коннор                |
| 2000 | ф | Я мечтала об Африке            | I Dreamed of Africa                     | Куки                          |
| 2002 | ф | 8 миля                         | 8 Mile                                  | Стэфани Смит                  |
| 2002 | ф | Нужные люди                    | People I Know                           | Виктория Грей                 |
| 2004 | ф | Сотовый                        | Cellular                                | Джессика Мартин               |
| 2004 | ф | Дверь в полу                   | The Door in the Floor                   | Марион Коул                   |
| 2004 | ф | Элвис покинул здание           | Elvis Has Left the Building             | Хэрмони Джоунс                |
| 2006 | ф | Крупная ставка                 | Even Money                              | Кэролин Калвер                |
| 2006 | ф | Трон для русалки               | The Mermaid Chair                       | Джесси Салливан               |
| 2006 | ф | Охранник                       | The Sentinel                            | первая леди Сара Бэллэнтайн   |
| 2008 | ф | Пылающая равнина               | The Burning Plain                       | Джина                         |
| 2008 | ф | Пока её не было                | While She Was Out                       | Делла                         |
| 2008 | ф | Информаторы                    | The Informers                           | Лора                          |
| 2010 | ф | Двойная жизнь Чарли Сан-Клауда | The Death and Life of Charlie St. Cloud | Луиза Сан-Клауд               |
| 2012 | ф | Чёрный ноябрь                  | Black November                          | Кристи                        |
| 2013 | ф | Третья персона                 | Third Person                            | Элейн                         |
| 2013 | ф | Забойный реванш                | Grudge Match                            | Салли                         |
| 2014 | ф | Одна квадратная миля           | One Square Mile                         | Клэр                          |
| 2015 | ф | Я здесь                        | I Am Here                               | Мария                         |
| 2016 | ф | Славные парни                  | The Nice Guys                           | Джудит Катнер                 |
| 2017 | ф | На пятьдесят оттенков темнее   | Fifty Shades Darker                     | Элена Линкольн                |
| 2018 | ф | Пятьдесят оттенков свободы     | Fifty Shades Freed                      | Элена Линкольн                |